# Metedwardsia akkeshi
Metedwardsia akkeshi is een zeeanemonensoort uit de familie Edwardsiidae.
Metedwardsia akkeshi is voor het eerst wetenschappelijk beschreven door Uchida in 1932.